# Sanció
Una sanció, en dret i definició legal, és una pena o altre mitjà d'execució utilitzat per proporcionar incentius per a l'obediència a la llei, o amb normes i reglaments.
Les sancions penals poden prendre la forma de càstig greu, com la pena corporal o la pena capital, l'empresonament o multes severes. En el context del dret civil, les sancions solen ser multes monetàries, imposades contra una part d'una demanda o el seu advocat, per violar les normes de procediment o per abusar del procés judicial. La sanció més severa en una demanda civil és l'acomiadament involuntari, amb prejudicis, de la causa d'acció d'una part que queixa, o de la resposta del partit que respon. Això té l'efecte de decidir tota l'acció contra la part sancionada sense recurs, excepte en el grau en què es pot permetre un recurs o judici a causa d'un error reversible.
Com a substantiu, el terme s'utilitza normalment en la forma plural, encara que només es refereix a un únic esdeveniment: si un jutge multa a una part, no es diu que imposa una sanció, sinó que imposa sancions.
Un jutge pot sancionar una part durant un procediment legal, pel qual s'insinua que imposa sancions. Al sistema judicial federal dels Estats Units, uns certs tipus de conducta són sancionables en virtut de l'article 11 del Reglament Federal de Procediment Civil.
Per contra i de vegades confusa, la paraula es pot utilitzar per donar a entendre "aprovació", especialment en un sentit oficial. "La llei sanciona aquest comportament" implicaria que el comportament parlat gaudeix de l'aprovació específica de la llei.
Per sancionar és necessari arribar a un acord jurídic. La paraula deriva de sanctus, per fer sant. Un acord legal o sanció imposa aprovacions, normes, directrius i sancions a la conducta.